# مسابقات جهانی تنیس روی میز ۱۹۵۵

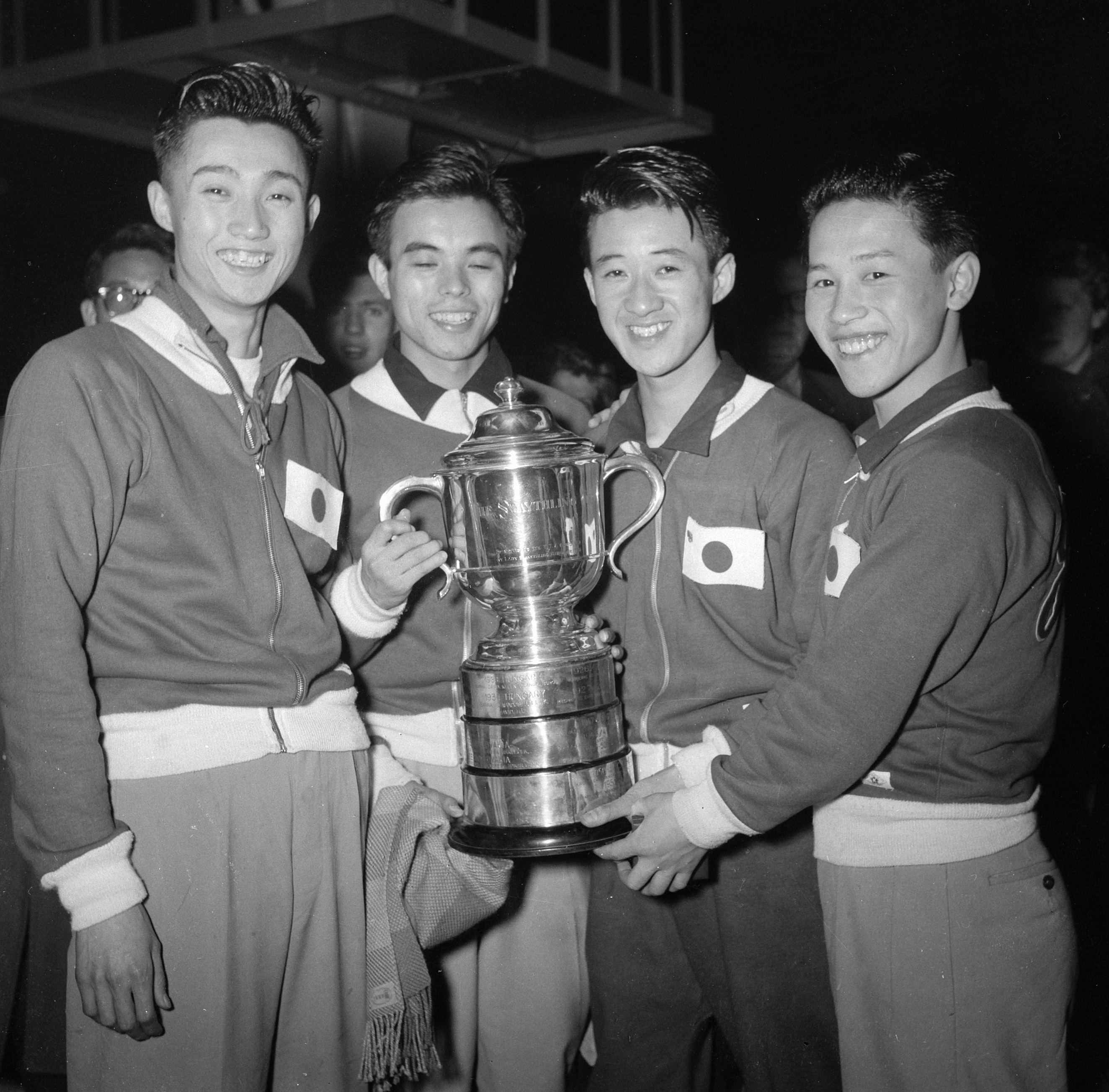
بازیکنان تنیس روی میز تیم ملی ژاپن در سال ۱۹۵۵

مسابقات جهانی تنیس روی میز ۱۹۵۵ (انگلیسی: 1955 World Table Tennis Championships) بیست و دومین دوره مسابقات جهانی تنیس روی میز است که در شهر اوترخت، هلند برگزار شده است.
این مسابقات از ۱۶ تا ۲۴ آوریل ۱۹۵۵ در دو بخش تیمی و انفرادی انجام شده است.